# Телефонний план нумерації Молдови

## Загальна інформація
Міжнародний телефонний номер складається з коду країни 373 й 8 цифр національного (значущого) номера (N(S)N). NSN містить 2 або 3 цифри національного коду та, відповідно, 6  чи 5 цифр абонентського номера (SN).

## Порядок набору
Для всіх немісцевих дзвінків вимагається набрати префікс 0, потім — код району або код мобільного оператора та номер абонента.
Для дзвінків на міжнародні номери слід набрати префікс 00, код країни, код міста, номер абонента.
Для дзвінків на короткі номери потрібно набрати номер без префіксів та кодів.

## Національний план нумерації
1 лютого 2004 року в Молдові набрав чинності новий національный план нумерації й одночасно була припинена дія старого. Згідно з цим планом зроблені деякі зміни в регіональних телефонних кодах та в кодах двох мобільних операторів: Orange (на той момент Voxtel) і Moldcell.

### Географічні коди
- 22 xx xx xx — Кишинів
- 230 x xx xx — Сороцький район
- 231 x xx xx — Бєльці
- 235 x xx xx — Оргіївський район
- 236 x-xx-xx — Унгенський район
- 237 x-xx-xx — Страшенський район
- 241 x-xx-xx — Чимішлійський район
- 242 x-xx-xx — Штефан-Водський район
- 243 x-xx-xx — Каушанський район
- 244 x-xx-xx — Калараський район
- 246 x-xx-xx — Єдинецький район
- 247 x-xx-xx — Бричанський район
- 248 x-xx-xx — Кріуленський район
- 249 x-xx-xx — Глоденський район
- 250 x-xx-xx — Флорештський район
- 251 x-xx-xx — Дондушенський район
- 252 x-xx-xx — Дрокійський район
- 254 x-xx-xx — Резинський район
- 256 x-xx-xx — Ришканський район
- 258 x-xx-xx — Теленештський район
- 259 x-xx-xx — Фалештський район
- 262 x-xx-xx — Синжерейський район
- 263 x-xx-xx — Леовський район
- 264 x-xx-xx — Ніспоренський район
- 265 x-xx-xx — Новоаненський район
- 268 x-xx-xx — Яловенський район
- 269 x-xx-xx — Хинчештський район
- 271 x-xx-xx — Окницький район
- 272 x-xx-xx — Шолданештський район
- 273 x-xx-xx — Кантемірський район
- 280 x-xx-xx — Григоріополь
- 281 x-xx-xx — Каменка
- 282 x-xx-xx — Бендери
- 284 x-xx-xx — Тирасполь
- 286 x-xx-xx — Рибниця
- 287 x-xx-xx — Слободзея
- 288 x-xx-xx — Дубосари
- 291 x-xx-xx — Чадир-Лунга
- 293 x-xx-xx — Вулканешти
- 294 x-xx-xx — Тараклійський район
- 297 x-xx-xx — Бесарабський район
- 298 x-xx-xx — Комрат
- 299 x-xx-xx — Кагульський район
- 335 х-хх-хх — Оргіївський район [1][2]

### Не географічні телефонні коди

#### Мобільний зв'язок
- 65 0 x-xx-xx — Eventis
- 67 1 x-xx-xx — 67 2 x-xx-xx — Unité
- 68 0 x-xx-xx — 68 7 x-xx-xx — Orange
- 69 0 x-xx-xx — 69 9 x-xx-xx — Orange
- 78 0 x-xx-xx — Moldcell
- 79 0 x-xx-xx — 79 9 x-xx-xx — Moldcell

#### Коди 8xx и 9xx
- 800 xxxxx — Безкоштовні дзвінки
- 801 xxxxx — Безкоштовні дзвінки
- 808 xxxxx — Послуга з розподіленою вартістю
- 821 xxxxx — Доступ «Dial-up» до Internet
- 823 xxxxx — Послуга «Payphone»
- 900 xxxxx — Послуга «Premium rate»

#### Короткі номери
- 10 xx(x) — Коди доступу до операторів мереж електрозв'язку
- 14 xx — Транспортні послуги
- 15 xx — Нетелекомунікаційні послуги
- 16 xx — Коди доступу до послуг електрозв'язку та інформатики
- 18 xx — Технологічні коди для обслуговування мережі
- 19 xx — Коди доступу до операторів інформаційних мереж

#### Короткі номери екстрених служб
- 112 — Рятувальна служба
- 901 — Пожежна служба
- 902 — Поліція
- 903 — Швидка допомога
- 904 — Служба газу

## Коди ПМР
У відповідь на введення нового плану нумерації в ПМР увели свої власні коди, внаслідок чого дзвінки з правого берега Дністра на лівий берег безпосередньо не здійснюються. Для цього потрібно користуватися послугами IP-телефонії.

### Географічні коди
- 210 x-xx-xx — Григоріополь
- 215 x-xx-xx — Дубосари
- 216 x-xx-xx — Каменка
- 219 x-xx-xx — Дністровськ
- 552 x-xx-xx — Бендери
- 533 x-xx-xx — Тирасполь
- 555 x-xx-xx — Рибниця
- 557 x-xx-xx — Слободзея

### Негеографічні телефонні коди
- 562 x-xx-xx — Інтерднестрком Фіксована мережа (Послуга на основі безпроводового доступа (WLL))
- 774 x-xx-xx — Інтерднестрком CDMA 450
- 777 x-xx-xx — Інтерднестрком CDMA 800
- 778 x-xx-xx — Інтерднестрком CDMA 800

## Альтернативні оператори
На території Республіки Молдова діють альтернативні оператори фіксованого зв'язку. Для них виділений окремий діапазон номерів, що починається з 8.
Для Кишинева номер має формат 8x-xx-xx, для інших міст — 8-xx-xx.
Міста, де присутні альтерантивні оператори, — Кишинів, Бельці, Унгени, Окниця и Бесарабка.

## Фіксовані телефони з радіодоступом
Національний оператор телефонного зв'язку Moldtelecom задіяв проект надання фіксованого зв'язку через радіодоступ на базі CDMA.
Для цих номерів виділений окремий діапазон, що починається з 9.
Для Кишинева номер має формат 9z-xx-xx, для інших міст — 9-zx-xx, де z — будь-який номер від 2 до 9 і x — від 0 до 9.
Ця послуга доступна на всій території Республіки Молдова.